# Juan Bautista Alberdi (departamento)
Juan Bautista Alberdi é um departamento da Argentina, localizado na província de Tucumã.